# جاك سوانستروم
جون «جاك» سوانستروم (بالإنجليزية: John "Jack" Swanstrom)‏ (1961 أو 1962 - 4 مارس 2015 في الشارقة، الإمارات) كان مدرس ومخرج أفلام أمريكي. حاصل على درجة الماجستير في الفنون الجميلة في توجيه من معهد الكونسرفتوار ودرجة الماجستير في الآداب في مسرح جامعة هومبولت الحكومية.
خلال حرب الخليج الثانية خدم مع الفريق 45 من المفرزة 1 من لواء الشؤون المدنية 354. حصل على وسام الجيش في الخدمة أثناء عملية درع الصحراء وميدالية النجمة البرونزية عن عملية عاصفة الصحراء.
كان سوانستروم أستاذ مساعد للفيلم والتصميم في كلية العمارة والفنون والتصميم في الجامعة الأمريكية في الشارقة منذ عام 2002 حتى وفاته في عام 2015.
أخرج أكثر من 130 فيلم التي عرضت في جميع أنحاء العالم بما في ذلك مهرجان كان السينمائي 60 و64 و65 و66.

## فيلموغرافيا

### الإخراج
- 1993: يوم القديس كريسبين
- 1995: قيادة الطريق (الحارس!)
- 1997: الطريق إلى سانتياغو
- 2006: أيه دبليو أو إل
- 2010: الحارس من شارع كيلي
- 2012: بو كتير
- 2013: أربعة أيام

### الإنتاج
- 1993: يوم القديس كريسبين (منتج)
- 1995: قيادة الطريق (الحارس!) (منتج)
- 1998: انتظار قصير بين القطارات (منتج مشارك)
- 2006: أيه دبليو أو إل (المنتج التنفيذي)
- 2010 الحارس من شارع كيلي (منتج)
- 2011: في الوقت نفسه (المنتج المشارك)
- 2011: لم يترك النبيذ خلفه (المنتج المشارك)
- 2012: مارتن هيل: المصور (منتج تنفيذي)
- 2012: بو قطير (منتج)
- 2013: أربعة أيام (منتج)
- 2013: تاتانكا (المشارك في الإنتاج)

### الوفاة
توفي جون سوانستروم في 4 مارس 2015 في منزله.

## روابط خارجية
- جاك سوانستروم على موقع IMDb (الإنجليزية)
- جاك سوانستروم على موقع ألو سيني (الفرنسية)
- جاك سوانستروم على موقع كينوبويسك (الروسية)